# Orthotrichum ohioense
Orthotrichum ohioense är en bladmossart som beskrevs av Sullivant och Lesquereux in Austin 1870. Orthotrichum ohioense ingår i släktet hättemossor, och familjen Orthotrichaceae. Inga underarter finns listade i Catalogue of Life.